# Harold Bennett
Harold Bennett (ur. 17 września 1899 w Hastings - zm. 15 września 1981 w Londynie) – brytyjski aktor, artysta cyrkowy i architekt. Najbardziej pamiętany ze swoich ról w serialach komediowych Armia tatuśka i Are You Being Served?, w których wystąpił mając przeszło 70 lat.
Jako nastolatek Bennett był członkiem zespołu objazdowego cyrku w Stanach Zjednoczonych, gdzie występował jako klaun. W czasie I wojny światowej służył jako kurier polowy, początkowo przemieszczając się konno, a później także na motocyklu. Po powrocie do cywila został aktorem teatralnym, a następnie kierownikiem produkcji w teatrze. Później uznał jednak, że musi znaleźć sobie "poważny" zawód i zdobył wykształcenie architekta.
Jako architekt pracował ponad 30 lat, aż do swojej emerytury, na którą przeszedł pod koniec lat 60. Zapragnął wtedy powrócić do swej młodzieńczej pasji - aktorstwa. Wystąpił w ponad 30 filmach i serialach, głównie grając gościnne role starszych panów. Tak trafił do serialu Armia tatuśka, gdzie grał postać Pana Blewitta. Jego najbardziej pamiętną rolą była jednak postać Młodego Pana Grace'a w serialu Are You Being Served?. Zmarł w Londynie w 1981 roku, na dwa dni przed swoimi 82. urodzinami.